# Hasarvalli, Bhatkal
Hasarvalli là một làng thuộc tehsil Bhatkal, huyện Uttara Kannada, bang Karnataka, Ấn Độ.